# Guy Chevalier
Pour les articles homonymes, voir Guy Chevalier (hockey sur gazon) et Chevalier.
Guy André Dominique Marie Chevalier, né le 25 mai 1938 aux Herbiers en Vendée, est un évêque catholique français, évêque de Taiohae ou Tefenuaenata en Polynésie de 1986 à 2015, puis évêque émérite.

## Biographie

### Formation
Guy Chevalier est né le 25 mai 1938 aux Herbiers, en Vendée, de Pierre Chevalier et Camille Gautier. Il effectue sa formation au Grand séminaire de Châteaudun, puis à la faculté de théologie catholique de Strasbourg. Il est ordonné prêtre le 27 juin 1964 pour la congrégation des Sacrés-Cœurs de Jésus et de Marie (Picpus).

### Principaux ministères
Il exerce son ministère en Polynésie française, avant de devenir Supérieur de la congrégation des Sacrés-Cœurs de Jésus et de Marie de 1979 à 1985.
Nommé évêque coadjuteur de Taiohae dans les îles Marquises en Polynésie française le 29 mars 1985, il a été consacré le 15 août suivant par son prédécesseur, assisté de Michel Coppenrath, archevêque de Papeete et Antonio Magnoni, délégué apostolique pour le Pacifique. Il a succédé à Hervé Le Cléac'h comme évêque de Taiohae le 31 mai 1986.
Le 5 septembre 2015, le pape François accepte sa démission du siège de Taiohae en vertu du Code de droit canon 401 § 1, et nomme Pascal Chang-Soï alors évêque coadjuteur du diocèse pour lui succéder.

## Distinctions
- Chevalier de la Légion d'honneur (décret du 31 décembre 2005[3])